# Habitatge al carrer Puríssima, 21 (Ulldecona)
Habitatge al carrer Puríssima, 21 és un habitatge d'Ulldecona (Montsià) protegit com a bé cultural d'interès local.

## Descripció
Habitatge entre mitgeres que consta de planta baixa i dos pisos. Actualment de l'estructura original es conserva només la façana, ja que a l'interior els dos pisos superiors han estat enderrocats, mantenint-se només la planta baixa. A la façana hi ha dos grans portals d'arc de mig punt rebaixats de la mateixa alçada però un d'ells està tapiat. Al primer i segon pis hi ha dos balcons per nivell, més petits i amb menys volada els superiors. Rematant la façana hi ha una senzilla cornisa d'esquema clàssic i barana d'obra. En la planta baixa, en els extrems laterals de l'edifici i emmarcament d'obertures, es van utilitzar carreus de pedra i, per la resta de la façana, maçoneria arrebossada. Els diferents nivells de l'edifici queden ressaltats mitjançant cornises clàssiques. Són interessants els motius decoratius a base de petits permòdols amb rostres femenins treballats a la cara frontal, situats sota els balcons principals i la cornisa superior.